# خوسيه روزاس مورينو
خوسيه روزاس مورينو (بالإسبانية: José Rosas Moreno)‏ كاتب وشاعر مكسيكي، ولد في 16 أغسطس 1838 في Lagos de Moreno ‏ في المكسيك، وتوفي في 13 يوليو 1883 في ليون في المكسيك.